# Angelo Gattermayer
Angelo Gattermayer (* 6. Juni 2002 in Wien) ist ein österreichischer Fußballspieler.

## Karriere

### Verein
Gattermayer begann seine Karriere beim FK Austria Wien. Im März 2014 wechselte er zum Floridsdorfer AC. Zur Saison 2016/17 kam er in die Akademie des FC Admira Wacker Mödling. Im Oktober 2020 debütierte er gegen den FC Mauerwerk für die Amateure der Admira in der Regionalliga. Bis zum Abbruch der Regionalligasaison 2020/21 kam der Stürmer zu zwei Einsätzen.
Im Mai 2021 debütierte er bei seinem Kaderdebüt für die Profis in der Bundesliga, als er am 32. Spieltag der Saison 2020/21 gegen den SCR Altach in der 81. Minute für Josef Ganda eingewechselt wurde. Für die Admira absolvierte er 14 Partien im Oberhaus, ehe er mit dem Klub 2022 in die 2. Liga abstieg. In dieser kam er dann in der Saison 2022/23 zu 25 Einsätzen, in denen er sechsmal traf.
Zur Saison 2023/24 wechselte Gattermayer nach Deutschland zum Drittligisten SV Waldhof Mannheim. Sein Debüt für Mannheim gab er am ersten Spieltag bei der 0:2-Niederlage gegen den TSV 1860 München. Danach kam er aber nie mehr zum Einsatz. Daraufhin kehrte er im Februar 2024 wieder nach Österreich zurück und wechselte leihweise zum Zweitligisten SKU Amstetten. Während der Leihe kam er zu 14 Zweitligaeinsätzen, in denen er dreimal traf.
Zur Saison 2024/25 kehrte Gattermayer nicht mehr nach Mannheim zurück, sondern wechselte fest zum österreichischen Bundesligisten Wolfsberger AC, bei dem er einen bis 2026 laufenden Vertrag erhielt. Im Finale des Österreichischen Fußball-Cup 2024/25 schoss Gattermayer in der 77. Minute das spielentscheidende 1:0 für den WAC.

### Nationalmannschaft
Im Juni 2023 gab Gattermayer gegen Island sein Debüt für die österreichische U-21-Mannschaft.

## Erfolge
- Österreichischer Cupsieger: 2025